# Holly Madison
Holly Madison, de son vrai nom Holly Cullen, née le 23 décembre 1979 à Astoria, Oregon, est un mannequin et une vedette télévisée américaine.

## Carrière
Elle apparaît dans Les Girls de Playboy (The Girls Next Door) avec Bridget Marquardt et Kendra Wilkinson diffusé sur MTV et E!. À noter qu'aucune des trois n'est devenue « Playmate » du magazine. Depuis sa séparation avec Hugh Hefner, elle a sa propre émission de télé-réalité intitulée Les Folies de Holly, également diffusée sur MTV et E!.
En avril 2007, elle pose nue sur une affiche de PETA pour une campagne anti-fourrure.
Elle a participé à l'émission américaine Dancing with the Stars.
En 2010, elle apparaît en tant qu'invitée dans la série Les Experts (saison 11, épisode 2).

## Vie privée

### Relations et famille
Ancienne serveuse dans un restaurant, elle est notamment connue pour avoir été la petite amie de Hugh Hefner, le propriétaire du magazine Playboy, pendant plus de cinq ans.
Holly Madison raconte dans son livre autobiographique, Down The Rabbit Hole, l'envers du décor et les humiliations subies par les pensionnaires du Manoir.
Elle a été la petite amie de Jack Barakat du groupe All Time Low. Elle annonce le 29 août 2012 que son compagnon est Pasquale Rotella et qu'elle attend un enfant pour mars 2013. 
Le 5 mars 2013, elle met au monde une petite fille prénommée Rainbow Aurora Rotella.
Le 23 juin 2013 à Las Vegas, son compagnon Pasquale Rotella, 38 ans, a fait sa demande en mariage.
En janvier 2016, elle officialise sa deuxième grossesse dont la naissance est prévue pour la saison estivale.
Le 7 août 2016, le couple accueille un petit garçon prénommé Forest Leonardo Antonio Rotella.
Le mardi 26 septembre 2018, le couple annonce sa séparation sur les réseaux sociaux.

### Santé
En raison de ses difficultés sociales, elle suspecte pendant longtemps avoir le syndrome d'Asperger. En 2023, elle est diagnostiquée autiste,.